# Wolfgang Ernst Pauli
Wolfgang Ernst Pauli (25 tháng 4 năm 1900 – 15 tháng 12 năm 1958) là một nhà vật lý người Áo chuyên nghiên cứu về hạt cơ bản, spin, và đã đưa ra nguyên lý loại trừ Pauli nổi tiếng. Ông được Giải Nobel Vật lý năm 1945.

## Tiểu sử
Pauli sinh ra ở Viên cha là Wolfgang Joseph Pauli và mẹ là Berta Camilla Schütz. Tên giữa của ông là theo tên cha đỡ đầu, nhà vật lý Ernst Mach. Cha của Pauli, Wolfgang Pauli, Sr. (nguyên là Wolf Pascheles), cha mẹ có nguồn gốc từ một gia đình Do Thái nổi tiếng ở Praha, chuyển từ đạo Do Thái sang Công giáo La Mã không lâu trước khi ông lập gia đình vào năm 1899. Bertha Schütz lớn lên theo truyền thống Công giáo của mẹ, nhưng cha bà là nhà văn Do Thái Friedrich Schütz. Mặc dù Pauli lớn lên trong truyền thống Công giáo, cuối cùng ông và cha mẹ đã rời khỏi nhà thờ công giáo.
Pauli theo học Döblinger-Gymnasium tại Wien, tốt nghiệp loại giỏi vào năm 1918. Chỉ 2 tháng sau khi tốt nghiệp, cậu bé thiên tài đã xuất bản bài báo khoa học đầu tiên, về lý thuyết tương đối của Albert Einstein. Ông theo học tại Đại học Ludwig-Maximilians tại München, dưới sự hướng dẫn của Arnold Sommerfeld, nơi ông nhận bằng tiến sĩ vào tháng 7 năm 1921 cho một luận văn về cơ học lượng tử của phân tử hydrogen ion hóa.
Sommerfeld yêu cầu Pauli viết bài tóm tắt cho lý thuyết tương đối cho Encyklopaedie der mathematischen Wissenschaften, một từ điển bách khoa của Đức. Hai tháng sau khi nhận bằng tốt nghiệp, Pauli đã hoàn thành bài tóm tắt, dài đến 237 trang. Bài đó được khen bởi Einstein; xuất bản như là một monograph, và là một tài liệu tham khảo chuẩn cho đến ngày hôm nay.
Ông làm trợ lý cho Max Born tại Đại học Göttingen trong thời gian một năm. Sau đó ông nghiên cứu Vật lý lý thuyết tại Copenhagen mà ngày nay là Viện Niels Bohr.
Vào năm 1928, ông được phong chức giáo sư Vật lý lý thuyết tại ETH Zurich, Thụy Sĩ nơi ông đã có nhiều đóng góp cho tiến bộ của khoa học. Ông đạt các danh hiệu giáo sư thỉnh giảng tại Đại học Michigan vào năm 1931, và Institute for Advanced Study tại Princeton, New Jersey năm 1935. Ông được tặng thưởng Huy chương Lorentz vào năm 1931.
Năm 1931, ông đoạt Huy chương Lorentz.
Vào năm 1934, ông thành hôn với Franciska Bertram. Cuộc hôn nhân này kéo dài đến hết đời ông. Họ không có con.
Năm 1945, ông nhận giải Nobel Vật lý cho những "đóng góp quyết định thông qua khám phá năm 1925 một luật mới của tự nhiên, nguyên lý loại trừ hay là nguyên lý Pauli principle." Albert Einstein là người đã đề cử ông đến giải thưởng này.
Vào năm 1958, Pauli được tặng thưởng Huy chương Max Planck. Cùng năm đó, ông ngã bệnh vì ung thư thận. Khi trợ lý cuối cùng của ông, Charles Enz, thăm ông tại bệnh viện Rotkreuz ở Zurich, Pauli hỏi anh ta: "Ông có thấy số phòng không?" Đó là phòng 137. Cả cuộc đời, Pauli bận tâm suy nghĩ với câu hỏi tại sao hằng số cấu trúc vi mô, một hằng số cơ bản, có giá trị gần với 1/137. Pauli qua đời ở phòng đó vào 15 tháng 12 năm 1958.

## Giai thoại
Theo các đồng nghiệp của Pauli kể lại thì cứ hễ mỗi lần Pauli xuất hiện ở phòng thí nghiệm thì y như rằng sẽ có một cái gì đó hỏng: mất điện, rò rỉ ống chân không, đổ vỡ dụng cụ... và từ đó họ truyền miệng cái gọi là "hiệu ứng pauli". Phòng thí nghiệm của giáo sư James Frank thuộc Viện Vật lý Đại học Gottingen bỗng nhiên bị hỏng tan tành đúng lúc chuyến tàu Pauli đi từ Zurich đến Copenhagen dừng lại tại nhà ga Gottingen để đón khách. Sự kiện này cũng được nhắc đến như hiệu ứng Pauli.

## Các tác phẩm
- Pauli, W. (1955). The Interpretation of Nature and the Psyche. C.G. Jung. Random House.
- Pauli, Wolfgang (1981). Theory of Relativity. New York: Dover. ISBN 0-486-64152-X.
- Pauli, W. (2001). C.A. Meier (biên tập). Atom and Archetype, The Pauli/Jung Letters, 1932-1958. C.G. Jung. Princeton, New Jersey: Princeton Univ. Press.

### Sách về Pauli
- Enz, Charles P. (2002). No Time to be Brief, A scientific biography of Wolfgang Pauli. Oxford Univ. Press.
- Enz, Charles P. (1995). "Rationales und Irrationales im Leben Wolfgang Paulis". Trong H. Atmanspacher (biên tập). Der Pauli-Jung-Dialog. Berlin: Springer-Verlag.
- Gieser, Suzanne (2005). The Innermost Kernel. Depth Psychology and Quantum Physics. Wolfgang Pauli's Dialogue with C.G. Jung. Springer Verlag.
- Jung, C.G. (1980). Psychology and Alchemy. Princeton, New Jersey: Princeton Univ. Press.
- Keve, Tom (2000). Triad: the physicists, the analysts, the kabbalists. London: Rosenberger & Krausz. (historical fiction)
- Lindorff, David (1994). Pauli and Jung: The Meeting of Two Great Minds. Quest Books.
- Pais, Abraham (2000). The Genius of Science. Oxford: Oxford Press.